# Donella Meadows
Donella H. "Dana" Meadows (ngày 13 tháng 3 năm 1941 – ngày 20 tháng 2 năm 2001) là một nhà nghiên cứu môi trường tiên phong, nhà giáo, và tác giả người Mĩ. Bà được biết đến nhiều nhất với tư cách là tác giả của cuốn "Giới hạn của sự tăng trưởng" và "Tư duy trong hệ thống: Dẫn nhập".

## Cuộc đời
Sinh ra tại Elgin, Illinois (Hoa Kỳ), Meadows được đào tạo các môn khoa học, và tốt nghiệp với bằng cử nhân Hóa học tại Đại học Carleton năm 1963, và bằng Tiến sĩ về Sinh – Lý học tại Đại học Harvard năm 1968. Sau chuyến đi dài một năm với chồng bà, Dennis Meadows, từ Anh tới Sri Lanka và trở về Mĩ, bà cùng với chồng trở thành nghiên cứu viên tại Học viện Công nghệ Massachusetts, nơi ông bà là thành viên của nhóm nghiên cứu của giáo sư Jay Forrester, người phát minh ra ngành động lực học hệ thống, cũng như nguyên lý lưu trữ dữ liệu từ tính của máy tính. Bà giảng dạy tại Đại học Dartmouth trong 29 năm, từ năm 1972. Bà mất năm 2001 do bị nhiễm khuẩn.
Meadows được tôn vinh là Học giả Pew về Bảo tồn và Môi trường (1991) và Học giả MacArthur (1994). Bà nhận giải thưởng Walter C. Paine về Giáo dục Khoa học năm 1990. Sau khi mất, bà được trao giải thưởng John H. Chafee về Nghiên cứu Môi trường năm 2001 từ Conservation Law Foundation.
Meadows là tác giả của mục "The Global Citizen," dành để bình luận các sự kiện quốc tế từ quan điểm hệ thống. Nhiều bài viết trong này đã được tập hợp và xuất bản lại thành sách. Các bài viết của bà được ghi nhận là có ảnh hưởng to lớn đến hàng trăm nghiên cứu học thuật, các tổ chức nghiên cứu chính sách của chính phủ, và các hiệp ước quốc tế. 
Meadows là thành viên lâu năm của Câu lạc bộ Rome tại Hoa Kỳ. Câu lạc bộ này đã thành lập một giải thưởng mang tên bà: "Giải thưởng Donella Meadows về Đóng góp cho Phát triển bền vững Toàn cầu của Hiệp hội Câu lạc bộ Rome tại Hoa Kỳ". Giải thưởng này được trao cho các cá nhân xuất sắc trong việc hành động gìn giữ bền vững toàn cầu, một mục tiêu mà Meadows theo đuổi trong các bài viết của bà.

## Công trình

### Giới hạn của Tăng trưởng
Năm 1972, bà tham gia vào nhóm nghiên cứu đề xuất mô phỏng máy tính toàn cầu "World 3" cho Câu lạc bộ Rome, tạo tiền đề cho cuốn "Giới hạn Tăng trưởng". Cuốn sách tường thuật lại nghiên cứu về xu hướng dài hạn của dân số, kinh tế, và môi trường toàn cầu. cuốn sách đã nổi tiếng toàn thế giới và châm ngòi cho cuộc tranh luận về giới hạn của Trái Đất để giúp phát triển kinh tế nhân loại – một cuộc tranh luận còn tiếp diễn đến ngày nay.

### 12 Điểm Đòn Bẩy & Tư Duy Trong Hệ thống
Meadows xuất bản "Điểm đòn bẩy: Nơi để can thiệp vào hệ thống", một trong những bài viết xuất sắc nhất của bà năm 1999. Bài viết mô tả những cách can thiệp vào hệ thống một cách hiệu quả nhất và kém hiệu quả nhất. 
Nhiều bài viết tinh hoa nhất của bà, trong đó có bài viết này, được tập hợp vào công trình đang dở dang của bà, cuốn Tư Duy trong Hệ thống xuất bản năm 2009, 8 năm sau khi bà mất.